# Overview-Effekt

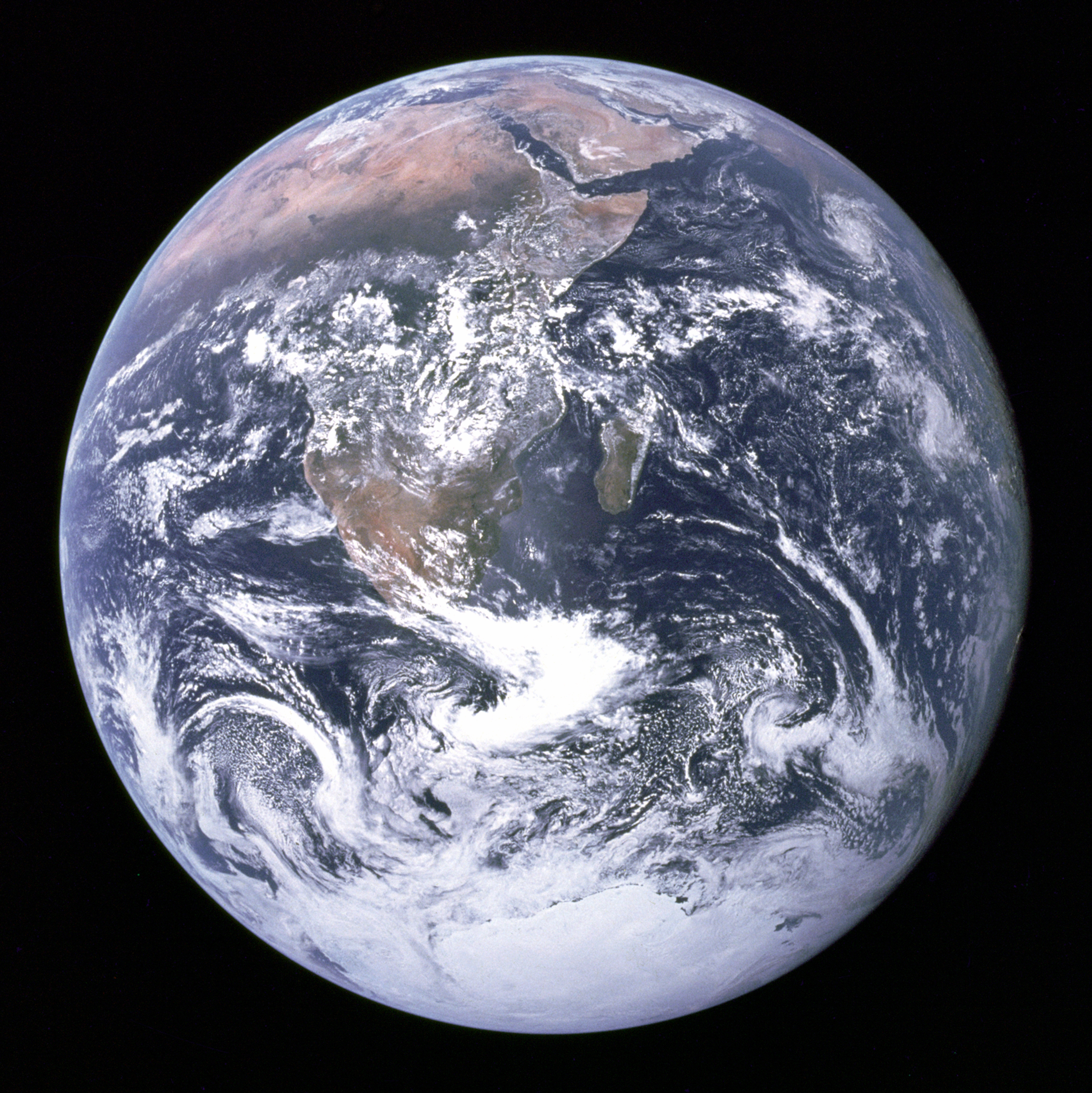
Die Erde, Blue Marble-Aufnahme von Apollo 17 am 7. Dezember 1972

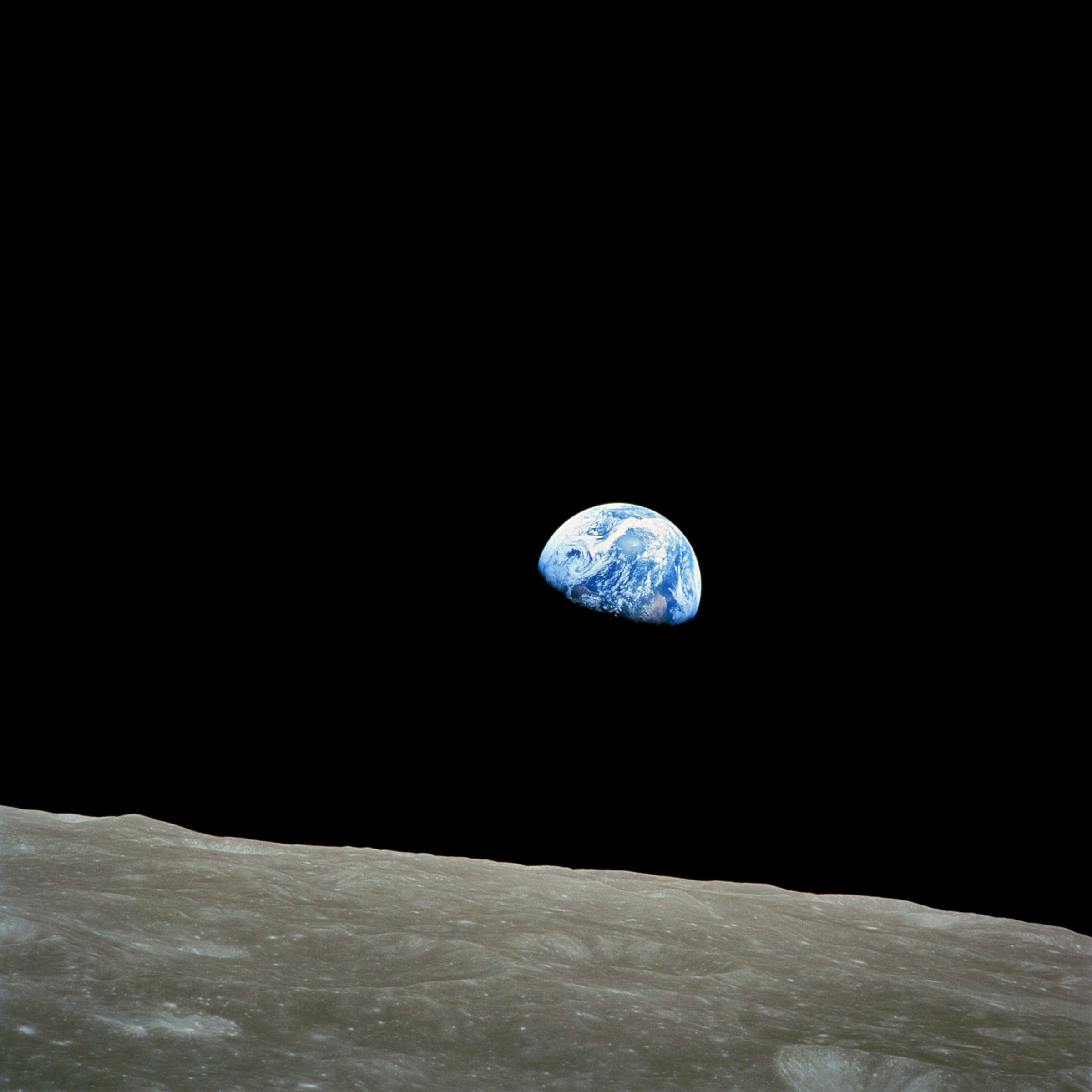
Erdaufgang

Als Overview-Effekt wird das Phänomen beschrieben, das Raumfahrer erleben, wenn sie zum ersten Mal den Planeten Erde aus dem Weltall sehen. Der Begriff wurde geprägt durch das gleichnamige Buch von Frank White aus dem Jahr 1987. Der Overview-Effekt wird als Erfahrung beschrieben, die die Perspektive auf den Planeten Erde und die darauf lebende Menschheit verändert. Grundlegende Merkmale sind ein Gefühl der Ehrfurcht, ein tiefes Verstehen der Verbundenheit allen Lebens auf der Erde und ein neues Empfinden der Verantwortung für unsere Umwelt.

## Hintergrund
Die Astronauten der ersten bemannten Mond-Mission Apollo 8 waren die ersten Menschen, die die Erde im Gesamtanblick sahen. Am 24. Dezember 1968 machte der Astronaut William Anders (ungeplant) das erste Foto der Erde (Earthrise) aus diesem Abstand. Die bisher letzte Gesamtansicht der Erde hatten die Astronauten der Apollo 17-Mission im Jahr 1972, hierbei entstand das ebenfalls weltbekannte Foto Blue Marble. Von der Internationalen Raumstation ISS ist nur eine Teilansicht der Erde möglich.

## Buch
In dem im Jahr 1987 erschienenen Buch Der Overview-Effekt von Frank White beschreiben Besatzungsmitglieder einiger Raumfahrtmissionen (wie beispielsweise Juri Alexejewitsch Gagarin, Alan Shepard, John Glenn, Malcolm Scott Carpenter, Eugene Cernan, Michael Collins, Russell Louis Schweickart, Edgar Mitchell, Anatoli Nikolajewitsch Beresowoi, Marc Garneau, Sultan bin Salman bin Abdulaziz Al Saud, Loren Wilber Acton, Bonnie Jeanne Dunbar, Tamara Elizabeth Jernigan, Albert Sacco), welche tiefgreifende und umfassende Wirkung der Anblick der Erde bei ihnen ausgelöst hat.

## Film
Ende 2012 erschien ein kurzer Dokumentarfilm Overview unter der Regie von Guy Reid. Er beinhaltet Interviews mit den Astronauten Edgar Mitchell, Ron Garan, Nicole Stott, Jeff Hoffman und Shane Kimbrough. Zu Wort kommen zudem der Autor des Buchs Der Overview-Effekt, Frank White sowie der Zen-Philosoph David Loy.

## Zitate
„When we look down at the Earth from space we see this amazing, indescribably beautiful planet – it looks like a living, breathing organism. But it also, at the same time, looks extremely fragile.“ … „Anybody else who has been out at space says the same thing, because it really is striking, and is really sobering, to see this paper thin layer and to realize that this little paper thin layer is all that protects every living thing on earth from death, basically, from the harshness of space.“

„Wenn wir auf die Erde aus dem Weltraum herabschauen, sehen wir diesen erstaunlichen, unbeschreibbar schönen Planeten – der wie ein lebender, atmender Organismus aussieht. Aber gleichzeitig sieht sie sehr verletzlich aus.“ … „Jeder, der einmal im Weltraum war, sagt dasselbe, denn es ist sehr eindrucksvoll, sehr ernüchternd, diese papierdünne Hülle zu sehen und zu realisieren, dass diese papierdünne Hülle jedes lebende Wesen auf der Erde vor dem Tode bewahrt, vor der Unwirtlichkeit des Weltraums.“

„… You only see the boundaries of nature from there … not those that are manmade.“ … „It is one of the deepest, most emotional experiences I have ever had.“

„… Von da oben siehst du nur die natürlichen Grenzen … nicht die von den Menschen geschaffenen.“ … „Dies war eine der tiefsten, emotionalsten Erfahrungen, die ich jemals hatte.“

„… I had studied astronomy and I had studied cosmology and fully understood that the molecules in my body and the molecules in my partners bodies and in the spacecraft had been prototyped in the generation of stars. And it had been obvious from those descriptions: we are stardust. And this was pretty awesome and powerful.“

„Ich habe Astronomie und Kosmologie studiert und verstand [nun] völlig, dass die Moleküle in meinem Körper, im Körper meiner Kollegen und im Raumschiff aus der Entstehung von Sternen herrührten. Und aus diesen Beschreibungen war deutlich: wir sind Sternenstaub. Und das war einfach überwältigend und mächtig.“

„Es ist so unfassbar schön, dass man eigentlich neue Wörter bräuchte die das beschreiben können. Man ist überwältigt.“